# Armand René du Châtellier
Armand René Maufras du Chatellier, (Kemper (Bretanya), 7 d'abril, 1797 - Château de Kernuz Pont-l'Abbé (Bretanya), 27 d'abril, 1885), fou un arqueòleg, historiador i economista francès.

## Història familiar
Armand René Maufras du Chatellier va néixer en una antiga família burgesa de Normandia, establerta a la Bretanya al segle XVIII, descendent de Jean Maufras (1695-1764), senyor de Châtellier a Poilley prop d'Avranches. El seu fill Louis Maufras, sieur du Chätellier (1718-1797), esdevingué economista de l'abadia de Saint-Georges, jutge de pau, feudista distingit i autor de la carta del bisbat de Léon. René Louis Maufras du Chatellier (1754-1845), fill de Lluís, fou comissari del rei, president de la cort de Kemper, (Finistère). Paul Armand Maufras du Chatellier (1835-1905), llorejat de l'Acadèmia d'Inscripcions i Belles Lettres, serà president de la Societat Arqueològica de Finisterre, oficial d'educació pública.

## Armes familiars
| « | "Gules amb 3 poms d'Or: 2 i 1., i un trébol Verd en avenc; de vegades esquarterat: d'atzur amb un fes d'argent carregat de 3 caps de lleó de gules i acompanyat de 3 poms d'argent: i 1". | » |

## Biografia
Armand René du Chatellier és membre fundador de l'Acadèmia de Ciències Morals i Polítiques, president el 1850 d'una societat culta, l'Acadèmia de Ciències Morals, Lletres i Arts de Versalles. Va fundar l'Associació Bretona i el diari Le Quimperois. Propietari del castell de Kernuz, també fou alcalde de Pont-l'Abbé del 16 de febrer de 1874 al 8 de novembre de 1877.
De 1833 a 1839, va exercir com a inspector departamental dels nens assistits (nens trobats, abandonats i orfes), sota l'egida del prefecte de Finisterre. No compta les hores de desplaçament als hospicis dipositaris (Brest, Morlaix, Quimper i Quimperlé), i visitant els nens col·locats amb famílies al camp de Cornouaille i Léon.
El seu fill Paul-Armand du Chatellier, un conegut arqueòleg bretó, va reunir al castell de Kernuz una vasta col·lecció d'objectes, gerros, eines i joies de la Prehistòria, la majoria dels quals es troben actualment al Museu d'Arqueologia Nacional de Saint-Germain-en-Laye.

## Obres
- La mort de Louis XVI : scènes historiques de juny 1792 à gener de 1793, Moutardier éditeur, París, 1828
- Excursion dans l'Amérique du Sud, esquisses et souvenirs, París, Renard éditeur, 1828
- La mort des Girondins, drama en cinc actes, París, Rapilly éditeur, 1829
- Histoire de la Révolution dans les départements de l'ancienne Bretagne, llibre publicat en 1836.[4]
- La guerre de Vendée
- Les persécutions religieuses et la Convention
- Des alphabets celtiques et celto-armoricains
- L'Inde antique
- Mémoire sur la pêche à la sardine
- Évêché et ville de Quimper
- Retaux-Bray. Un essai de socialisme, 1793-94-95, 1887, p. 88..